# Asystent ruszania pod górę
Asystent ruszania pod górę, asystent podjazdu (pod górę), wspomaganie ruszania pod górę, układ wspomagający ruszanie pod górę, układ wspomagający pokonywanie podjazdów, HSA, HHC, HAC, HLA – urządzenie zapobiegające staczaniu się samochodu w trakcie ruszania na wzniesieniu, współdziałające z układem hamulcowym. 
W chwili wykrycia, że samochód znajduje się na pochyłości, urządzenie utrzymuje odpowiednie ciśnienie w układzie hamulcowym aż do wciśnięcia przez kierowcę pedału gazu. 